# 日産・ローレル
ローレル（LAUREL）は、日産自動車が1968年（昭和43年）から2003年（平成15年）まで製造・販売していた高級乗用車である。輸出仕様車は「ダットサン」ブランドより、Lシリーズとして販売された。

## 概要
ライトバンなどの商用車を一切設定しない、日本初の「ハイオーナーカー」として登場した。C33型までは、競合車のトヨタ・マークIIなどと並んで日本を代表するセダンタイプの高級乗用車（いわゆるハイソカー）として広く認知されていたが、C34型以降は流行の中心がSUVやミニバンにシフトしたこともあり、販売はかつてのモデルと比べ低迷していた。
しかし、これらのモデルはスカイラインとプラットフォームを共有する手頃なサイズのFR車であることからドリフト走行に適しており、現在でもドリ車のベースとされる事も多く、D1グランプリにおける参戦例もある。C35型に関しては、R33スカイラインのトランスミッションやシルビアのSRエンジンを流用した改造車も市場に出回っている。
販売は全ての世代を通して、1999年に日産・ブルーステージに統合されるまで全国の日産・モーター店で展開されたことから、日産・モーター店は「ローレル販売会社」と呼称されることもあった。
後述の通り、タイマー付パワーウィンドウ（4代目）や電動格納式ドアミラー（5代目）といった、国産車のみならず多くの輸入車にも標準装備されたものを、さらにはそれに先んじて世界初の装備を採用しているのも特徴の一つである。

## 初代 C30型系（1968年 - 1972年）
1968年3月11日に発表され、翌月6日、全国の日産・モーター店で発売された。発売当初のグレードはデラックスAとデラックスBのみで、変速機はいずれも3段コラムシフトMT、4段フロアシフトMT、フルオートマチックが組み合わせられた。デラックスBはデラックスAにはないルームランプ、バンパー・オーバーライダー、フロントリクライニングシートなどが標準装備されるほか、デラックスAではオプション装備となっている6インチマスターバック、ラジオ、シガーライターなども標準装備される。
510型ブルーバードより上級で、かつ、法人需要の多い130型セドリックとは性格の異なる「ハイオーナーカー」として企画された。
当初は日産製のL18型エンジンを搭載し、生産は追浜工場で行う予定であったが、車両開発中に日産自動車とプリンス自動車が合併した諸事情に鑑み、村山工場での生産となったため、プリンス製・直列4気筒SOHC1,815ccのG18型を搭載しての発表となった。エンジン以外は全て日産独自開発であり、例えばステアリングにラック＆ピニオン、サスペンションにフロント・マクファーソンストラットとリア・セミトレーリングアームの四輪独立懸架方式を採用して快適な乗り心地を目指した。そのうち、この四輪独立懸架方式はブルーバード510に先行して採用された。それまでのマイカーとは少々違うグレード感を持ったオーナーカーのジャンルを提案し確立した。
安全性対策は米国安全基準のほとんどを満たしたうえで日産独自の対策を施した。このため、国産車として初めてラジオアンテナをフロントピラー部に装着している。
1968年10月21日、安全対策の拡充を主とした改良が行われた。フロントシールドワイパーをタンデム式から変更し、払拭面積を拡大。それまでオプション装備だった2点式シートベルトを全車標準装着とし、デラックスBには新たにタンデムマスターブレーキ（二系統式ブレーキ）が標準装備された。
1970年1月6日、デラックスBにフロアセレクター式のニッサン・フルオートマチック（3速、6ポジション）を追加。併せて、木目フィニッシャー付きのヒーター吹出口内蔵大型コンソールボックス、左右連携式のパッケージトレイを採用した。なお、AT車であるC30AT型は、MT車のC30T型より車両重量が25kg増加する。最高速度は160km/h。
同年6月22日、初代マークIIへの対抗措置として2ドアハードトップ追加。日産初のピラーレスハードトップとなる。搭載エンジンはG20型・直列4気筒SOHC1,990cc、および4ドアセダンと同じG18型。グレードは1800、2000のほか、SUツインキャブレターを装備し、砲弾型フェンダーミラーを装着したスポーティーな2000GXが設定された。リアコンビネーションランプはアメリカ車に見られる、ブレーキランプとターンシグナルランプ（3連シーケンシャル式＝連鎖式点灯のいわゆる「流れるウインカー」）が共用のタイプで、バックアップランプ以外のレンズは全て赤、電球もダブルフィラメントである。
同年8月28日、4ドアセダンをマイナーチェンジ。外観は黒を基調としたラジエーターグリル、バックアップランプを組み込んだ大型バンパー、大型の3灯式テールランプが採用され、スポーティーさが強調されたデザインに変更された。室内はメーターパネルをハードトップと同じ角型に変更された。
このマイナーチェンジでは、上級グレードのGLが追加された。GLはセダンをベースに3本スポーク木製ステアリングやヒールマットなどの装備でよりスポーティーさと豪華さを強調している。
同年10月5日、ローレルハードトップ2000GXにレギュラーガソリン仕様車が追加される。価格はハイオクガソリン仕様車と同じである。
1971年7月15日、セダンに2000ccが追加され、代わりにデラックスAが廃止された。また、G18型エンジンの性能が向上した。ハードトップおよびG20型エンジン搭載セダンにはOD付5段トランスミッションがオプションで選択可能となった。
販売終了前月までの新車登録台数の累計は15万211台

## 2代目 C130型系（1972年 - 1977年）
1972年4月4日、C130型にモデルチェンジ。『ゆっくり走ろう。ゆっくり生きよう。』のキャッチコピーを掲げて、よりハイオーナーカーとしての存在感を高めた。
ボディバリエーションは4ドアセダンと2ドアハードトップ。ハードトップは、リアバンパーにビルトインされたリアコンビランプを持つ。プラットフォームはC110型スカイラインと共通で、この代以降スカイラインと基本設計が共通化される。特に2ドアハードトップはボディー外板（塗装面）に燈火類が無い特徴的なリアスタイルから、『ブタケツ』という愛称がある。また現在でも旧車雑誌に取り上げられるほど人気が高く、一部中古市場において高値で取引されている。
エンジンのバリエーションは、これまでのG18型、G20型、G20型SUツインキャブに加え、初搭載となるSOHC 直列6気筒のL20型 (1,998cc) 、およびL20型SUツインキャブ（レギュラー/有鉛ハイオク）が加わり、3機種5仕様となる。なお、G20型SUツインキャブ仕様は前期「2000GX」にのみ搭載された。
同年10月19日には、6気筒車全車にインテグラルタイプのパワーステアリングを搭載した。また、2000SGLおよび2000SGXのAT車にニッサンE.A.L（電子スキッドコントロール装置）をオプションで選択できるようになった。
1973年10月9日、マイナーチェンジ。テールランプおよびリヤグリルのデザインが変更されたほか、昭和48年排出ガス規制、昭和48年保安基準対策が適合される。全車ディスクブレーキに統一され、特に4気筒車のディスクブレーキを大型化させて制動力の向上を図った。GL、SGL、SGXにELR（緊急ロック式巻き取り装置）付き前席シートベルト、GX、カスタム-6、SGL、SGXに3点式シートベルトを標準装備した。タイヤ空気圧警告装置を世界で初めて搭載したのもこのモデルからになる。これ以外にも安全装備はブレーキ油面警告灯、リモートコントロール式フェンダーミラーなどが装備された。
ローレル初の3ナンバー車となる、直列6気筒 SOHC L26型エンジン (2,565cc) を搭載したグレード「2600SGL」が登場した。この2600SGLは最上級グレードとして新たに設定され、リヤウィンドウには、オート・リヤデフォッガーが採用された。セダンではグリルの模様から、怪獣のデザインをモチーフにした「ガメラローレル」の愛称も生まれた。
1975年9月3日、昭和50年排出ガス規制に対応するため、最上級グレードSGLに搭載されたL26型エンジンを2.8LのL28型へ変更した。合わせてパワーステアリング改良型ディスクブレーキを採用して安全対策を充実させた。
同年10月、1.8Lおよび2.0Lが昭和50年排出ガス規制に適合。燃料供給をEGIに変更したL20E型エンジン搭載車を追加した。これにより、グレードについて4ドアセダンには「GL6-E」と「SGL-E」が、2ドアハードトップには「SGX-E」が追加された。排出ガス規制の困難な2.0Lのツインキャブ車（6気筒、4気筒共に）と4気筒2.0L車（G20エンジン搭載車）は廃止され、4気筒エンジンはL18に集約された。
1976年2月25日、昭和51年排出ガス規制に適合したL20E型エンジン搭載車が発売された。6月17日、1.8Lおよび2.0L仕様が昭和51年排出ガス規制適合車への切り換えを完了した。

### グレード
グレード体制は以下の通りである。
| ボディ             | グレード      | 型式    | エンジン型式 | 変速機                              | 期間                    |
| ------------------ | ------------- | ------- | ------------ | ----------------------------------- | ----------------------- |
| 2ドア ハードトップ | 2800SGL       | KSC130  | L28          | 3速AT/4速MT/5速MT                   | 1975年9月 - 1976年12月  |
| 2ドア ハードトップ | 2600SGL       | KMC130  | L26          | 3速AT/4速MT/5速MT                   | 1973年10月 - 1975年9月  |
| 2ドア ハードトップ | 2000SGL       | 不明    | L20          | 3速AT/4速MT/5速MT                   | 1973年10月 - 1975年9月  |
| 2ドア ハードトップ | 2000SGX-E     | 不明    | L20E         | 3速AT/4速MT/5速MT                   | 1975年10月 - 1976年12月 |
| 2ドア ハードトップ | 2000SGX       | KHC130K | L20 twincab  | 3速AT/4速MT/5速MT                   | 1972年4月 - 1975年9月   |
| 2ドア ハードトップ | 2000GL-6      | KHC130H | L20          | 3速AT/4速MT                         | 1972年4月 - 1976年12月  |
| 2ドア ハードトップ | 2000 Custom-6 | KHC130V | L20          | 3速AT/4速MT                         | 1972年4月 - 1976年12月  |
| 2ドア ハードトップ | 2000GX        | KPC130K | G20 twincab  | 3速AT/4速MT/5速MT                   | 1972年4月 - 1975年10月  |
| 2ドア ハードトップ | 2000 Custom   | KPC130  | G20          | 3速AT/4速MT                         | 1972年4月 - 1976年12月  |
| 2ドア ハードトップ | 1800GL        | 不明    | L18          | 3速AT/4速MT                         | 1973年10月 - 1976年12月 |
| 2ドア ハードトップ | 1800 Custom   | KC130   | G18          | 3速AT/4速MT                         | 1972年4月 - 1975年10月  |
| 2ドア ハードトップ | 1800 Deluxe   | KC130Q  | G18          | 3速AT/4速MT                         | 1972年4月 - 1975年10月  |
| 4ドアセダン        | 2800SGL       | SC130   | L28          | 3速AT/4速MT/5速MT                   | 1975年9月 - 1976年12月  |
| 4ドアセダン        | 2600SGL       | MC130   | L26          | 3速AT/4速MT/5速MT                   | 1973年10月 - 1975年9月  |
| 4ドアセダン        | 2000SGX       | HC130   | L20          | 3速AT/4速MT/5速MT                   | 1973年10月 - 1975年9月  |
| 4ドアセダン        | 2000SGL-E     | 不明    | L20E         | 3速AT/4速MT/5速MT                   | 1975年10月 - 1976年12月 |
| 4ドアセダン        | 2000SGL       | HC130   | L20          | 3速AT/4速MT                         | 1972年4月 - 1976年12月  |
| 4ドアセダン        | 2000GX-6      | HC130K  | L20 twincab  | 3速AT/4速MT/5速MT                   | 1972年4月 - 1973年10月  |
| 4ドアセダン        | 2000 Custom-6 | HC130V  | L20          | 3速AT/4速MT                         | 1972年4月 - 1976年12月  |
| 4ドアセダン        | 2000GL6-E     | 不明    | L20E         | 3速AT/4速MT                         | 1975年10月 - 1976年12月 |
| 4ドアセダン        | 2000GL        | PC130H  | G20          | 3速AT/4速MT                         | 1972年4月 - 1975年9月   |
| 4ドアセダン        | 2000 Custom   | PC130   | G20          | 3速AT/4速MT                         | 1972年4月 - 1975年10月  |
| 4ドアセダン        | 1800GL        | 不明    | L18          | 3速AT/4速MT                         | 1973年10月 - 1976年12月 |
| 4ドアセダン        | 1800 Custom   | C130    | G18          | 3速AT/4速MT                         | 1972年4月 - 1975年10月  |
| 4ドアセダン        | 1800 Deluxe   | C130Q   | G18          | 3速フロアAT 3速コラムAT 3速MT/4速MT | 1972年4月 - 1975年10月  |

型式には以下の決まりがある。
- ハードトップには先頭に"K"が付与される
- エンジン型式によって、"C130"の前に次の文字が付与される
  - L28型→S
  - L26型→M
  - L20型→H
  - G20型→P
  - G18型→なし
- ニッサンフルオートマチック（3速フロアAT）車は型式の末尾に"AT"が付く（例：セダン2000SGLの3速AT車はHC130AT）
- ニッサンフルオートマチック（3速コラムAT）車は型式の末尾に"A"が付く（例：セダン1800デラックスのコラムAT車はC130QA）
- 4速MT車は型式の末尾に"T"が付く（例：セダン2000SGLの4速MT車はHC130T）
- 5速MT車は型式の末尾に"TF"が付く（例：ハードトップ2600SGLの5速MT車はKMC130TF）

型式の末尾にKを含む場合、
- ニッサンフルオートマチック（3速フロアAT）車はKの前に"AT"が付く（例：ハードトップ2000GXの3速AT車はKPCATK）
- 4速MT車はKの前に"T"が付く（例：ハードトップ2000SGXの4速MT車はKHC130TK）
- 5速MT車はKの前に"T"を含み、"K"をまたいで"F"が付く（例：セダン2000GX-6の5速MT車はHC130TKF）

販売終了前月までの新車登録台数の累計は34万9708台

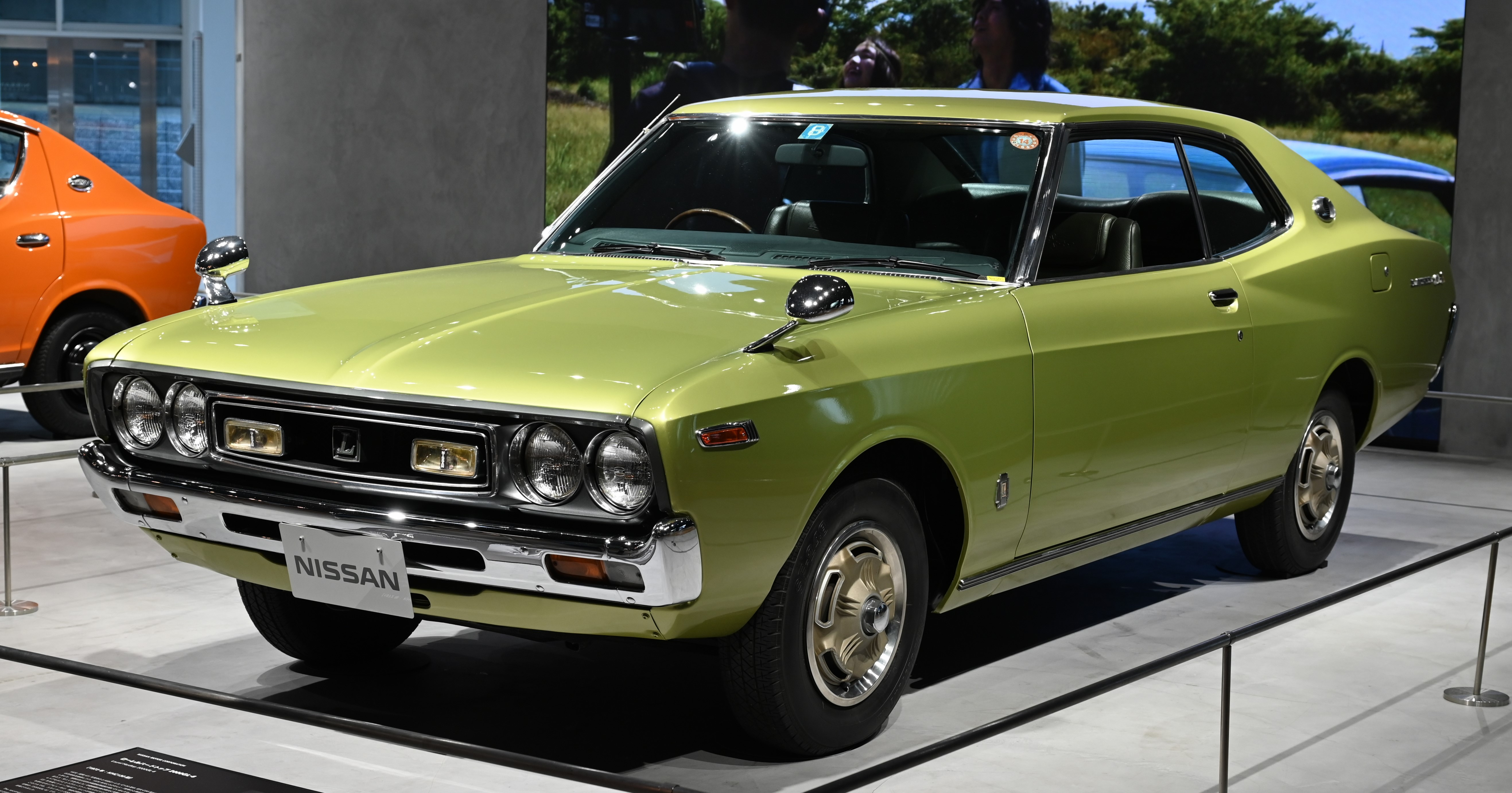
2ドアハードトップ2000GL-6 1972年式 フロント
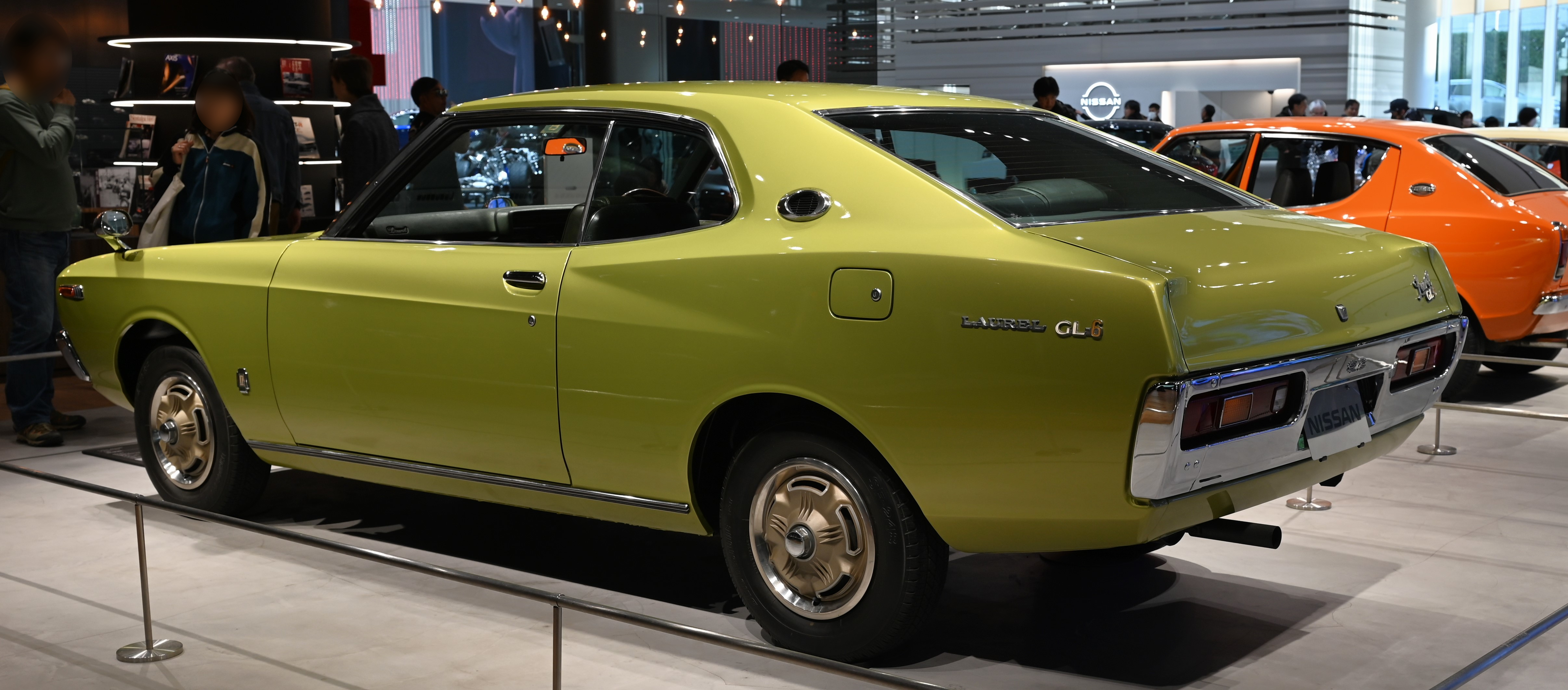
2ドアハードトップ2000GL-6 1972年式 リア

## 3代目 C230型系（1977年 - 1980年）
1977年1月6日、C230型にモデルチェンジ。先代の流れを汲んでキープコンセプトとなったが、デザイン的にはより重厚感を強調しつつ、高張力鋼板の多用などで車重が平均50kg軽減されている。ハイオーナーカーにふさわしい豪華なインテリアと居住性を確保した。ボディバリエーションは4ドアセダンと、この代で新設定された4ドアハードトップ、および2ドアハードトップ。
搭載エンジンは直列4気筒SOHC1.8LのL18型、直列6気筒SOHCのL20型（2000SGL、2000GL6、2000カスタム6）、L20型に電子燃料噴射を組み込んだL20E型（2000SGL-E、2000GL6-E）、L28型（2800SGL）。
イメージキャラクターにはプロテニスプレーヤーの石黒修が起用された。CMソングは福沢恵介の「風が変わる朝に」である。
1978年1月、発売10周年記念特別限定車で深紅の車体色を特別に採用した「深紅のローレル」を発売。他にアルミホイールとフロントグリルのカーバッジを装備。
1978年11月2日、マイナーチェンジ。ヘッドライトが規格型の角形4灯式になり、大型バンパーを採用した。フロントグリルをセダンは横線基調、ハードトップは格子型に意匠変更。メーターは全車とも透過照明式を採用し、ハードトップのスピードメーターを新開発の指針照明式を採用し、視認性を高めつつ機能美を強調した。
2000ccおよび2800cc車にはオートエアコン装備の最高級グレード「メダリスト」（Medalist）が追加された。特にハードトップ系にはリヤディスクブレーキを標準装備して安全性の向上をはかった。
セダンには昭和54年排出ガス規制をクリアしたSD20型 直列4気筒OHV2.0Lディーゼルエンジン搭載車が追加された。1.8L車はZ18型に変更し、新グレードとしてセダンに1800SGL、スタンダード、4ドアハードトップに1800GLが設定された。この他にも、ガソリン車は昭和53年排出ガス規制に適合し、ディーゼル車ともに昭和54年騒音規制に適合させたことで、型式がC231型に改められた。これによりローレルシリーズの基本車種は4ドアセダン23車種、2ドアハードトップ11車種、4ドアハードトップ15車種の合計49車種となった。
1979年10月29日、4気筒2.0Lガソリン車（Z20型）がセダンのGLおよびSGL、ハードトップのSGLに新設定された。ディーゼル車のDX、GL、SGLにAT仕様を追加し、同じくディーゼル車のセダンにパワーステアリング、パワーウィンドウなどを装備したSGLグレードが新設定されたことで、ラインナップは合計65車種となった。
1980年2月、ハードトップのメダリストに電動サンルーフをオプション設定。ローレル初のサンルーフ車となる。
1980年7月、限定車「メダリスト」「ザ・クオリティ」を発売。
販売終了前月までの新車登録台数の累計は31万6898台

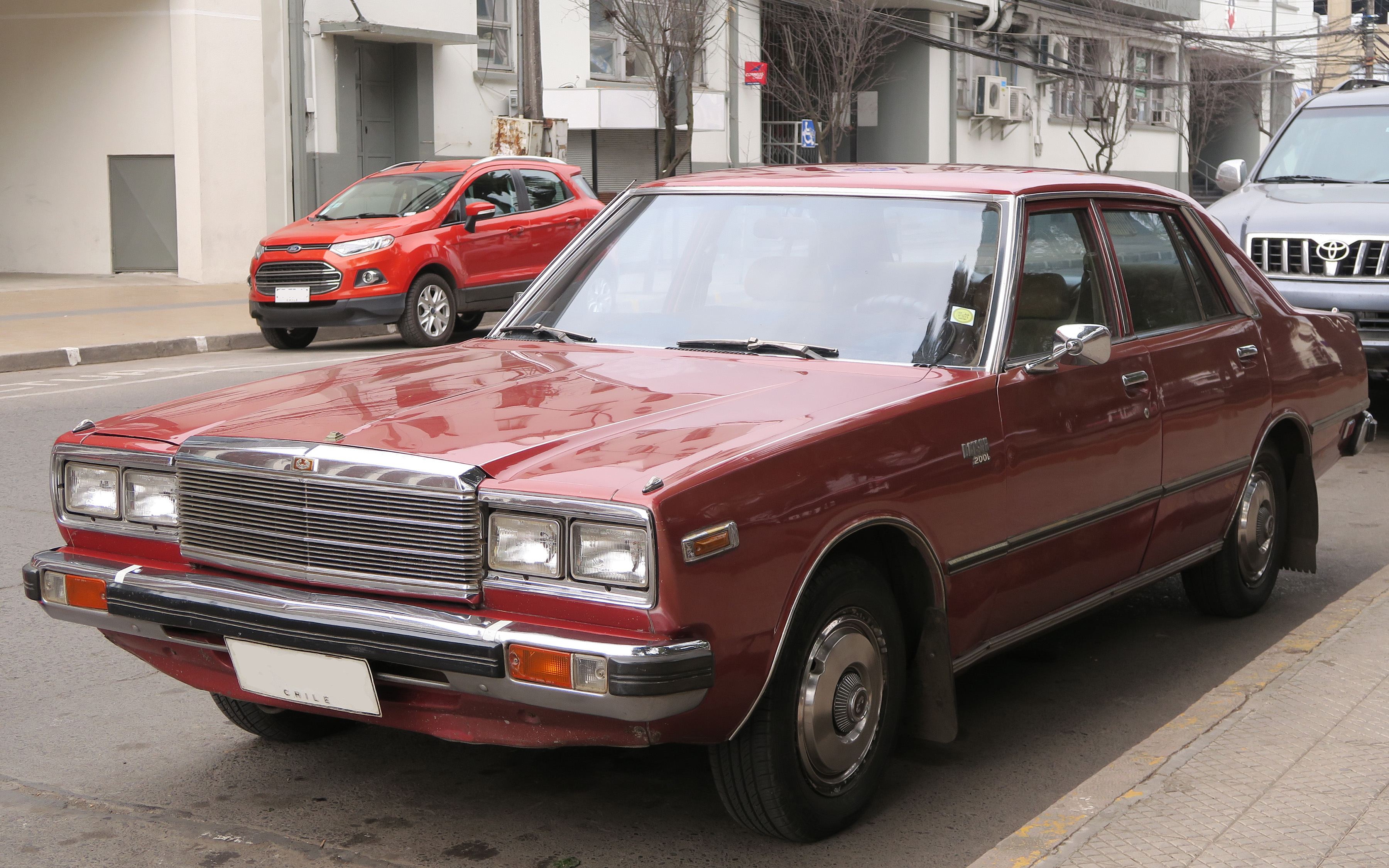
ダットサン200L 後期型（海外仕様）

## 4代目 C31型系（1980年 - 1984年）
1980年11月5日、C31型にモデルチェンジ。開発主管は、設計を共用していたスカイラインの開発主管と兼任の形で桜井眞一郎が務め、「走る・曲がる・止まる」の基本性能が強化されている。ボディバリエーションは4ドアセダンと4ドアハードトップ。デザインは、『アウトバーンの旋風(かぜ)』の広告コピーに象徴される欧州調のスタイルとなった。販売は全国の日産・モーター店で行われた。
空気抵抗係数（Cd値）は4ドアハードトップが0.38、4ドアセダンが0.41。室内も床面を下げたり、ドア構造を見直したことでより拡大されている。エンジンは4気筒モデルにZ18型、Z20型。6気筒モデルにL20型、L20E型、L20ET型、L28E型で、ローレルとしては初めてターボエンジン、ECCS（エンジン電子集中制御システム）が搭載された。さらにディーゼルエンジンは4気筒のLD20型と6気筒のLD28型をそれぞれ搭載した。この結果、基本車種は4ドアセダン38車種、4ドアハードトップ20車種の合計58車種となり、先代よりも幅広い需要に応えられるものになった。
また、「1980年代にふさわしい先進性と国際性を持つハイオーナーカー」として日本初、世界初の装備を多く採用した。フリーシートセッターは日本初、タイマー式パワーウィンドウと足踏み解除式パーキングブレーキは世界初だった。このほかにも、豊富な装備によってより安全性と快適性が高まった。
1981年2月16日、GX仕様追加。セダンのL20E搭載車で独立懸架式リヤサスペンションを装備（当時はハードトップの6気筒ガソリン車とセダンのターボ車のみ標準装備であった）。
同年11月16日、一部改良。ターボ車の最上級グレード「ターボメダリスト」が追加された。ターボ車にはECCSを、L20E型とL20ET型エンジン搭載車にはロックアップ付ATを採用し、走行性能と燃料経済性を向上させた。lD20型、LD28型ディーゼル搭載車の予熱装置に、クイックグローシステムを採用し、低温時のエンジン始動をよりスムーズにした。ラインナップは合計71車種とさらに拡大した。
同日、イメージキャラクターにユベール・ド・ジバンシィが起用され、CM出演はここから後期モデルまで務めた。キャッチコピーは「Laurel mon image」（ローレルこそ、私のイメージ）。
1982年1月12日、前輪駆動車の派生車種、「ローレルスピリット」が登場。3月6日には、特別限定仕様車「ターボSGX・エクストラ」が発売された。6月には一部改良が行われ、L系エンジンのエアコン装着車に冷媒警告灯を追加。
同年9月27日、マイナーチェンジ。ラジエータグリルのクローム化とバンパーの大型化で押し出し感と高級感をアップ。テールランプの意匠変更。エンジンはZ18型に代わり直列4気筒SOHC・1809cc CA18S型を搭載。当時の搭載エンジンはCA18S型のほかに、L20ET型、L20E型、直列4気筒SOHC・Z20S型、およびディーゼル車にLD28型とLD20型の6機種。L28E・L20（キャブ仕様）・LD20型のAT車・セダンのコラムシフト6人乗り仕様は廃止。同時に6気筒ガソリン車のAT車はオーバードライブ付のスーパートルコンに発展。
同年11月2日、特別仕様車「ジバンシィバージョン」発売。この仕様は最上級車4ドアハードトップ・ターボメダリストの4速AT車をベースに、ジバンシィが内外装をデザインしたもので、外観はグレーとブラックの2トーンで彩られ、フロントグリル、フードをはじめ随所にジバンシィの幾何学ロゴマーク入りのオーナメントがプリントされる。内装もジバンシィの幾何学ロゴマークがデザインされた最高級ダブルラッセル地シートが採用され、ステアリングホイール、ドアトリムにもオーナメントが配される。当時の東京での標準現金価格は、ベース車が2,381,000円（4速AT車）だったのに対して、ジバンシィバージョンは2,553,000円だった。
1983年には3種類の特別仕様車が登場し、2月に「50スペシャル」、4月1日に「ジバンシィバージョンII」（発表は3月22日）、6月1日に「50スペシャルII」（発表は5月23日）が発売された。
同年7月、ドアミラーの採用及びフェンダーミラーを2モーター化。
同年10月26日に、1800SGLおよび2000E SGLをベースにした特別仕様車「SGLグランドエクストラ」が発売された。専用のゴールドメッキのフロントエンブレム、大型カラードウレタンバンパー、フードマスコットとメダリスト用ホイールカバーを装備し、価格設定を1800SGLに対して48,000円高、2000E SGLに対して24,000円高にとどめ、割安にしたお買得な上級仕様車としている。しかしこの時点で、ラインナップは合計59車種に減少している。このほか、教習車、タクシー向けとして直列4気筒OHC・Z18P型エンジン搭載のLPG車（グレードはSTD、GL）を追加。「50スペシャルIII」発売。
1984年1月、1.8LのGLエクストラ仕様追加及び一部車種廃止。2月に特別仕様車「ジバンシィバージョンIII」発売。
販売終了前月までの新車登録台数の累計は21万20台

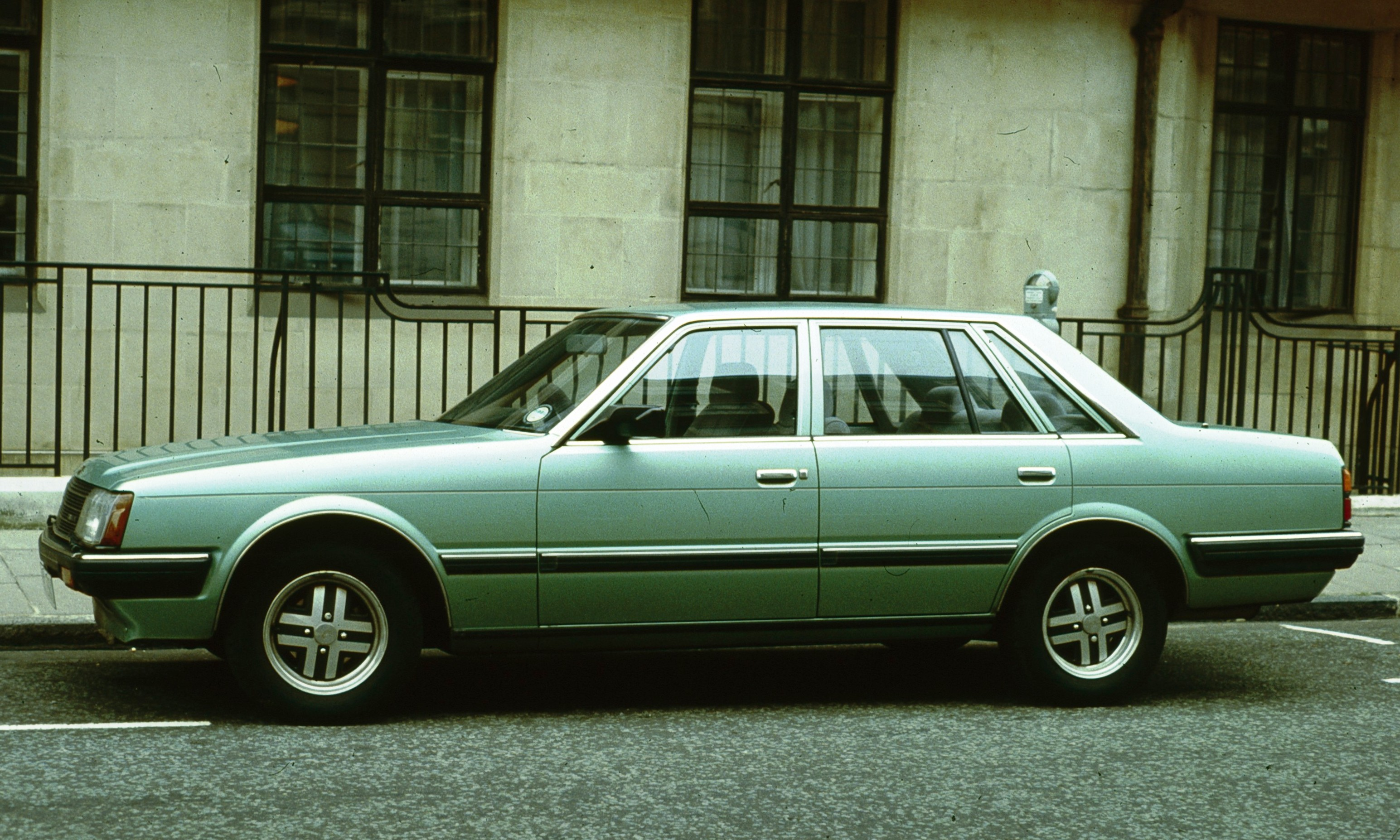
サイド（海外仕様）
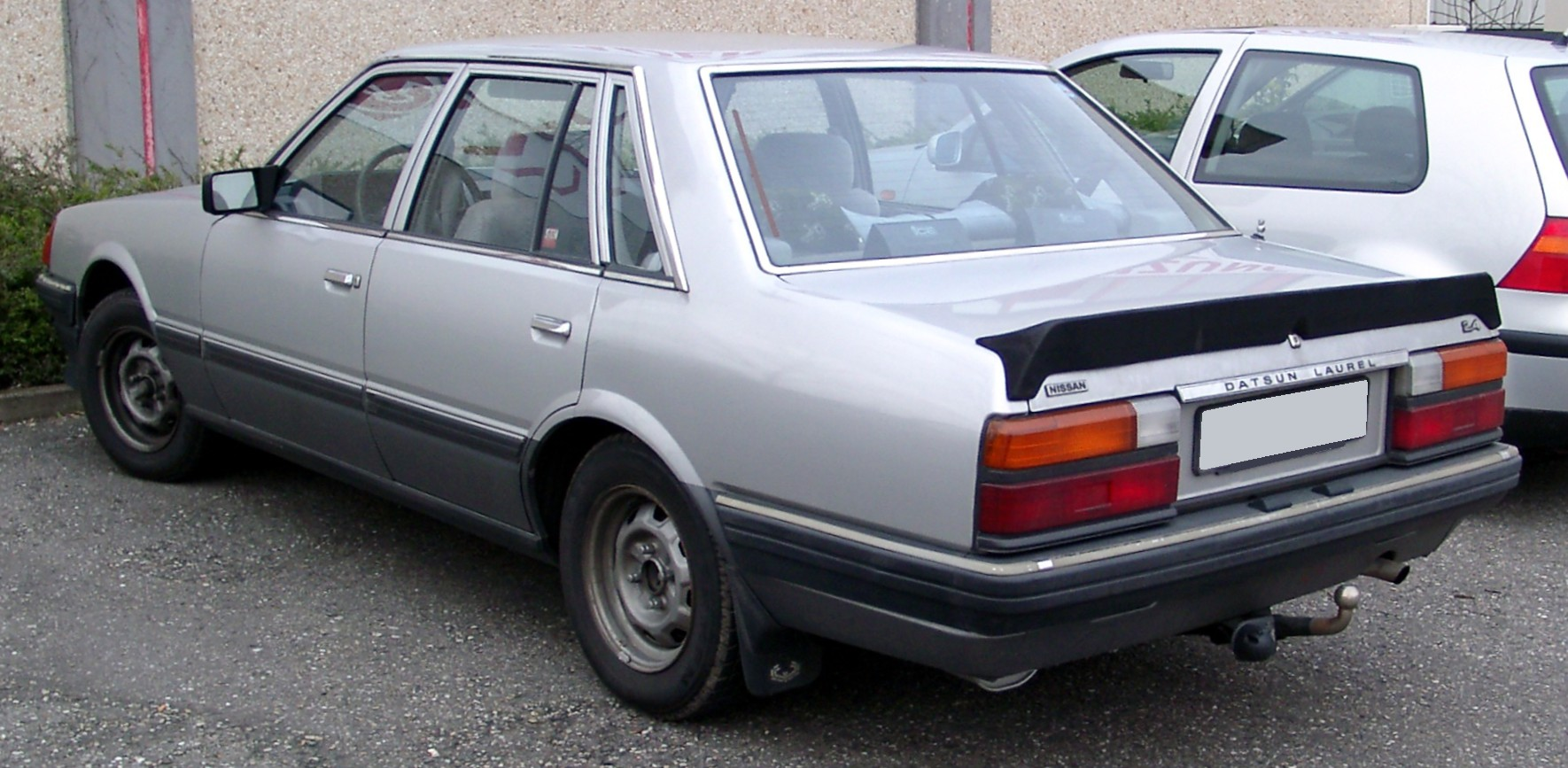
リア（海外仕様）

## 5代目 C32型系（1984年 - 1993年）
自家用モデル: 1984年 - 1988年、営業車モデル: 1984年 - 1993年
1984年10月19日、C32型にモデルチェンジ。キャッチフレーズは「ビバリーヒルズの共感ローレル」。CM出演は前期・後期共にサックス奏者の渡辺貞夫。開発主管は、後にスカイラインR31/32型で開発主管を務める事となる旧・プリンス自動車出身の伊藤修令が務めた。ボディバリエーションは4ドアセダンと4ドアハードトップ。先代がヨーロッパ車調で苦戦したため、押し出しの強いアメリカ車調となり、ハイソカーブームに乗り比較的好調な売れ行きを示した。
当初のシリーズに搭載されたエンジンはすべてSOHCかつPLASMAが採用されており、VG20ET型V型6気筒2.0Lターボ（歴代ローレルでは唯一のV6エンジン）、RB20E型直列6気筒2.0L、CA18S型直列4気筒1.8L（LPG仕様あり）、LD28型直列6気筒2.8Lディーゼル、CA18P型直列4気筒1.8Lディーゼル。C32型よりステアリングシステムにラック&ピニオン式を採用した。V20ターボメダリストエミネンスに標準、グランドエクストラ以上にオプションで選択可能だが、世界初の電動格納式カラードドアミラーを装着した。V20ターボメダリストエミネンスにオプションで選択できるオート・リフレックス・ルームミラーも世界初の採用である。
日本国外への輸出は、これまでのダットサン220～280Lから正式に「日産・ローレル」(中文:日産月冠)となるが、このモデルで最後となる。主に中国・タイ・マレーシア・シンガポールなどのアジア諸国向けの輸出はセダン車のみで比較的前世代のL24E搭載車が主流であった。欧州仕様にはディーゼル車も設定。香港・中東仕様には少数ながらハードトップ車も存在した。ハードトップに関してはRB型のみでL24Eの搭載車は存在しない。
1985年5月、特別仕様車「グランドエクストラリミテッド」追加。
同年11月1日、「CA18グランドエクストラ・リミテッド」が追加された。CA18グランドエクストラをベースに衝撃吸収式大型バンパー、エグゼクティブルースクッションシート、電動格納式カラードドアミラー、車速検知式オート集中ドアロックなどを採用した。これ以外にも、V20ターボメダリスト、RB20メダリストにアルミロードホイールのオプションが新設定されるなど、商品力の向上が行われた。
1986年1月、営業車一部改良。
同年10月15日、マイナーチェンジ。新開発の「フルレンジ電子制御オートマチックトランスミッション」が搭載され、内外装を変更。特に外装は各部の角が微妙に丸まり、フロントとリアのランプ類が若干スラントしたものとされた。エンジンはRB20DET型直列6気筒DOHC2.0L 24バルブターボエンジンが新たに搭載され、ディーゼルエンジンはRD28型直列6気筒SOHC2.8Lディーゼルエンジンに変更された。キャッチフレーズは「グレードの薫り」。
1987年5月、特別仕様車「グランドエクストラホワイトスペシャル」発売。
同年8月、「グランドエクストラリミテッド」追加。
1988年2月16日、20周年記念特別仕様車「スーパーメダリスト」が発売された。4ドアハードトップ・ツインカム24VターボメダリストおよびRB20メダリストをベースに、本皮革シート、世界初のフッ素樹脂塗装を施した特別車体色「ホワイトパールトーン」などが採用されている。ツインカム24Vターボスーパーメダリストは500台限定、RB20スーパーメダリストは1200台限定である。同時に、RD28グランドエクストラをベースに、電動格納式カラードミラー、高級シート&ドアトリム、コーナリングランプなどを装着した「RD28グランドエクストラリミテッド」が発売された。このほか、RD28エンジン搭載AT車の昭和62年度排出ガス規制適合化を実施している。
同年5月26日、特別仕様車「ホワイトリミテッド」発売。RB20グランドエクストラおよびCA18グランドエクストラをベースに外装色からラジエーターグリル、ホイールカバー、ドアミラーに至るまで白基調で統一されている。
同年9月、4ドアハードトップ・グランドエクストラシリーズをベースにした特別仕様車「スーパーセレクションシリーズ」を追加した。
1988年12月、自家用・教習車モデル販売終了。営業車は継続で国内市場だけとなる。
1989年1月、営業車モデルのAT車にシフトロック採用。
1993年7月、営業車モデル販売終了。後継はクルー。
販売終了前月までの新車登録台数の累計は25万9,214台

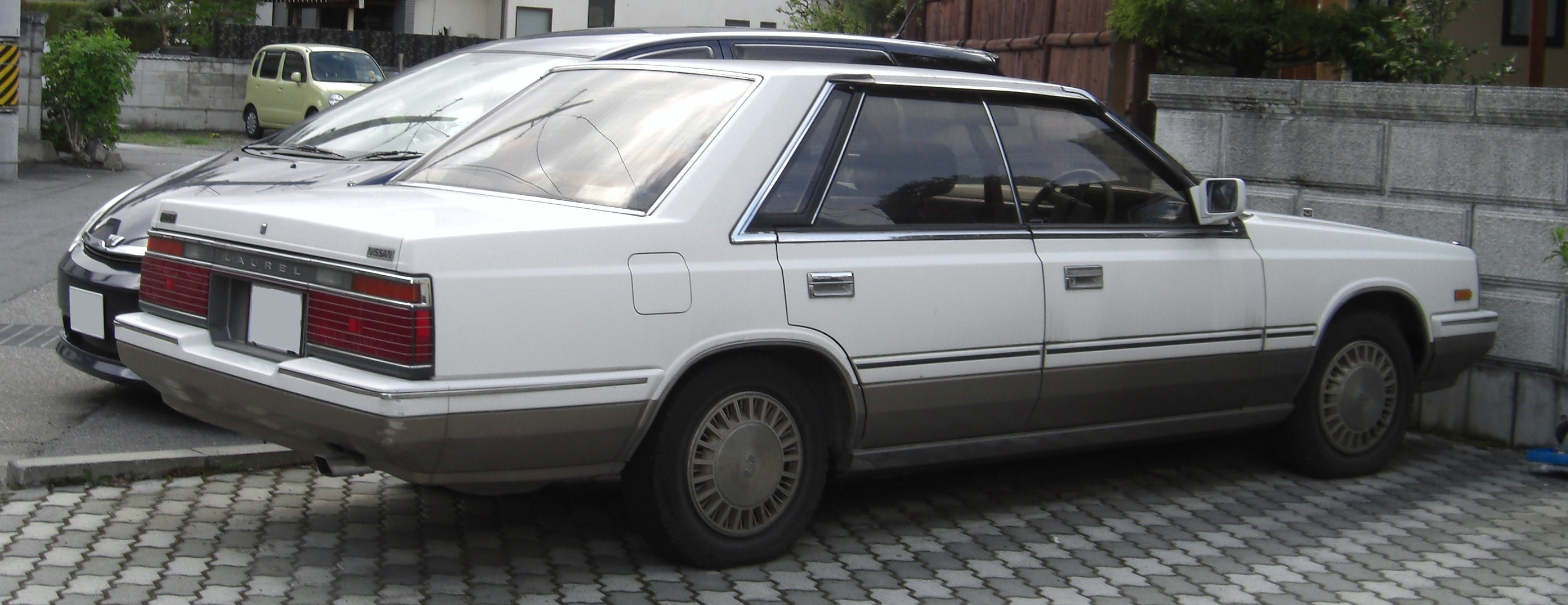
ハードトップ （前期型 リア）
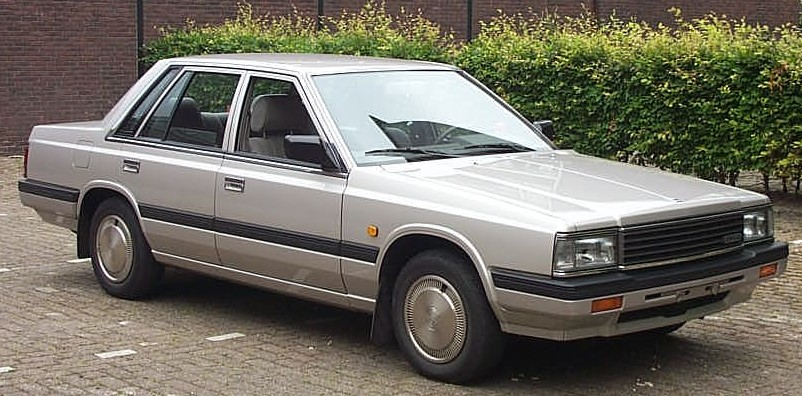
セダン（前期型：画像は欧州仕様車）
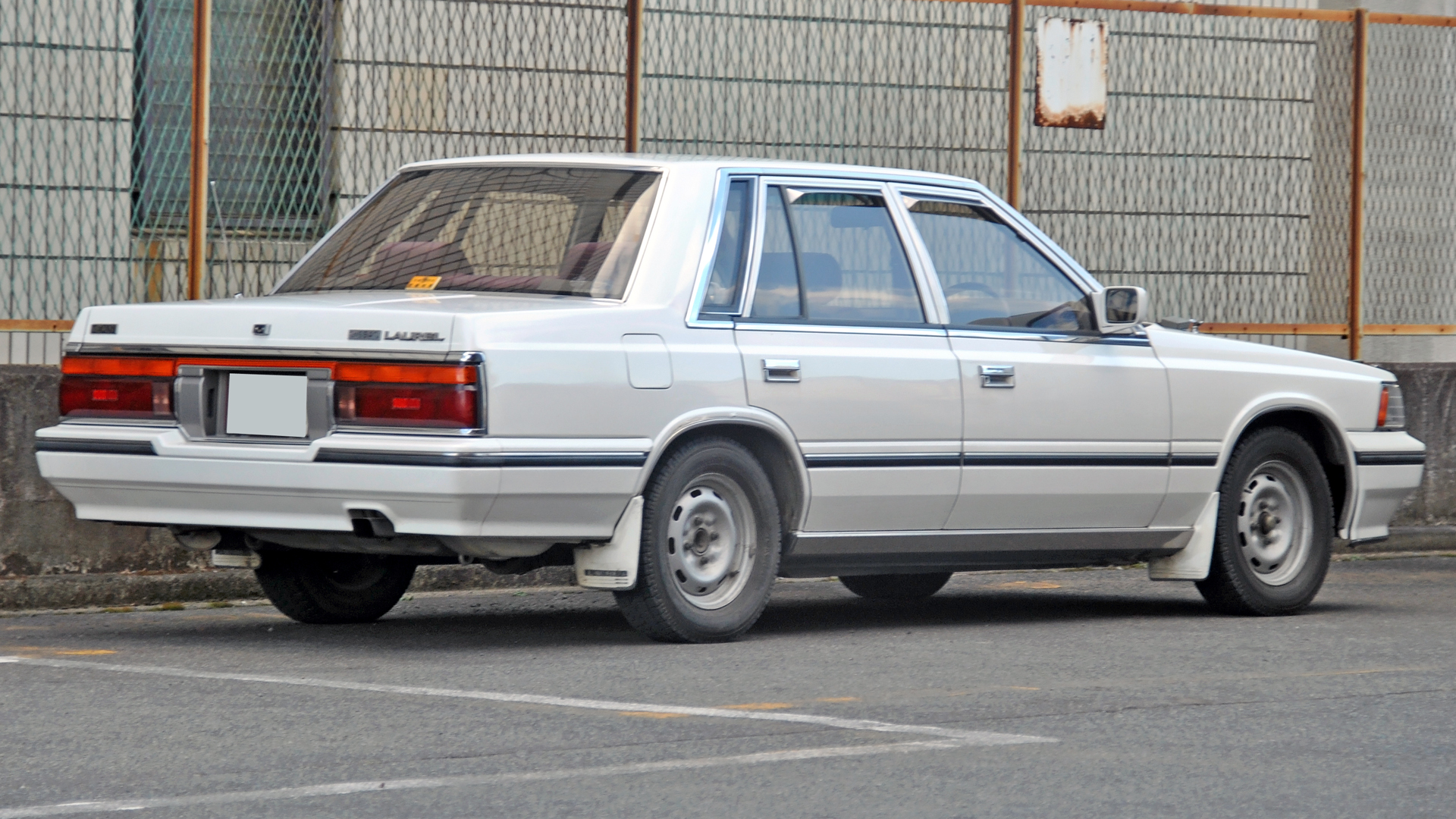
セダン（後期型 リア）

## 6代目 C33型系（1988年 - 1993年）
1988年12月16日に発表され、1989年1月15日に発売された。歴代モデルの中でも評価が高く、大ヒット作となった。キャッチフレーズは「時代のまんなかにいます。」で、CM出演は坂東玉三郎（1991年1月のマイナーチェンジ広告まで出演）。
ボディは4ドアハードトップのみで、セダンはセフィーロと統合したため、営業車を除いて自家用・教習車モデルは廃止。歴代最後の4ドアセンターピラーレスハードトップとなる。車高が低いため室内空間が犠牲となり室内の広さは大人4人の長時間乗車に耐えうる最低限の寸法が確保されている程度のものであった。
搭載されるエンジンはVG20ET型 V型6気筒エンジンが廃止され、直列6気筒中心のバリエーションになった。リアマルチリンク式サスペンションが採用され、クラブSに標準、クラブLを除くツインカム系のメダリストにメーカーオプションでHICAS-IIも設定される。4気筒モデルと直列6気筒ディーゼルモデルには教習車仕様も存在した。また、クラブLに標準、クラブSを除くツインカム系のメダリストにオプションとしてDUST-SS（スーパーソニックサスペンションと電子制御パワーステアリングを組み合わせたシステム）が設定される。そしてツインカム系に標準、その他の車種にオプションとしてリアビスカスLSDの搭載、クラブLとツインカム24VターボのクラブSに標準、その他のメダリスト系とグランドクルーズにオプションで4WASの搭載が選択できた。
この代より日本国内専用車として販売された。寒冷地仕様車も設定されていたがカタログ等には明記されず、ミラーヒーターと燃費についてのみ記載されていた。北海道は寒冷地仕様車のみの販売。
1990年1月、新グレード「RB20EメダリストセレクションS」追加。RB20Eメダリストに標準でクラブSのみ標準であったエクセーヌインテリアを組み合わせたグレードである。本革巻きステアリング、本木目クラスターも標準となる。
5月、火山灰対策を行った「火山灰仕様車」を追加。
9月28日、特別仕様車「RB20Eメダリスト リミテッド」及び「RD28メダリスト リミテッド・S」発売。リミテッドシリーズは本木目パネル、アルミホイール、アクティブサウンドシステム、SFC（フッ素樹脂塗装）、本革巻きステアリングを標準装着。それに加えRD28メダリストリミテッドSはビスカスLSD、エクセーヌシート、RB20Eメダリストリミテッドは運転席8ウェイパワーシートが標準装着される。またどちらもカラーはDH0(ダークグリーンM)と2J9(ホワイトパールツートン)のみ。RD28メダリストリミテッドSは500台限定、RB20Eメダリストリミテッドは1200台限定。
1991年1月、マイナーチェンジ。キャッチフレーズは新たに「それは、凛として。」、「2500の結論」と題した。外装面はグリル、グリルオーナメント、フロントサイドエンブレム（フロントフェンダー部。クラブSやクラブL）サイドのメッキモール、リアテールの変更。ウォッシャーノズルをカラードに変更。メカ的な変更として、SRSエアバッグ（運転席）を新設し、安全対策をはかった。
RB20E/RB20DEエンジン搭載車に5E-AT(5AT RE5R01A)を採用(RB20DETは4ATのまま)。またRD28搭載モデルはRL4R01AからRB20DET車と同じRE4R01A(4E-AT)へと変更。3S71A-T型プロペラシャフト採用（RE5R01A搭載車）ビスカスLSD（メーカーオプション）採用車種拡大。DUET-SSスーパーソニックサスペンション（メーカーオプション）採用車種拡大。2段バルブ構造ショックアブソーバーの採用（RB系エンジン搭載車）新造形アルミロードホイールの採用。ABSアクチュエーターの小型軽量化及び制御内容変（細部の変更点は省略）。
内装面では、全車に4本ステアリングホイールの採用。フロアコンソール周りの連続感の向上。本木目を変更。メーターの自体やレイアウトの変更、5AT用メーターを新設。アナログ時計をシャンパンゴールドへ変更し、文字板に立体感を持たせ高級感の向上。PRO-AESスピーカーシステムのAEグリルを変更。内装色の変更。（グレーとブラウンの色変更。エクセーヌにブルーグレー追加。本革をホワイトベージュからベージュへ（後期は樹脂素材部分も含めほとんどがベージュとなる）ウールシートの追加（セレクションL、クラブLにメーカーオプション））
塗装色面ではKH2ダークグレーパールM、TH1ダークブルーパール、LH1パープリッシュシルバーMの3色を新車体色として設定。また、CG2ベージュM、TG0グレイッシュライトブルーMの廃止。
その他、クラブSにアクセントストライプを標準装着。クラブLにRB20DE搭載車を追加。RB20DEクラブSの5MT設定を廃止。セレクションSにRD28モデルを追加。また、RB20E/RD28エンジン搭載車にクラブLシリーズの内装（ベージュ本革、本木目クラスター等）を受け継いだ「メダリストセレクションL」を新設。
5月、「RB20DEメダリストセレクションS」追加。
8月、特別仕様車「グランド・リミテッド」発売。RD28、RB20Eグランドクルーズベースに全国限定4000台で発売された。カラーはKH2ダークグレーパールM、326クリスタルホワイトのみ。内装はA色マルーンのみでシート生地もフルカットトリコットのみ。専用装備は電動格納式カラードドアミラー、ドルビー付カセットデッキ&FMダイバーシティ、4スピーカー、カップホルダー付インストセンターボックス（1din）、195/65R15 ラジアルタイヤ&メダリスト系用フルホイールカバー、限定車エンブレム（リアトランク部）
11月、ポストマイナーチェンジ。3ナンバー車のRB25DE型 直列6気筒DOHC2.5Lエンジン搭載グレードを追加。2.5L追加と同時に既存モデルはサイドドアビームとハイマウントストップランプを全車に装備。またインナーパネルとドアロックの間にドアロックスティフナーを設定。助手席側のシートベルトの分離式を廃止し一体式へと変更。A/Tモードのスイッチの変更（ホールドモードからスノーモードへと変更し、滑りやすい路面でも使いやすくする狙い。スロットルコントロールによるシフトチェンジができる為雪道走行をしやすく）ファイナルドライブの仕様変更（R180型の減速比3.900の廃止）フロントグリルの変更（格子部（横さん部分）をグレー塗装からメッキ仕上げへ）シートベルト警告灯及び警報ブザーの採用。メダリストV及びクラブLに標準のCDプレーヤーをメダリスト、セレクションS、セレクションL及びクラブSにメーカーオプション設定。また上級グレードを中心に車種整理（セレクションSはRB20DEを廃止しRB25DEを新設。クラブLは従来のRB20DETとRB20DEを廃止しRB25DEのみへと変更。クラブSはRB20DEを廃止し従来のRB20DETを引き続き採用し、新しくRB25DEを採用。）車体塗装色に新たにWK1シルキースノーパール、TL0グレイッシュブルーM、AH2バーガンディパールの採用。また、AH1ダークレッドパール、TH1ダークブルーパール、LH1パープリッシュシルバーMの廃止。
1992年1月、累計生産200万台を達成。達成までに23年10か月かかっており、日産としては7番目の車種となる。
2月、累計生産200万台達成特別仕様車「メダリスト セレブレーション」（RB25DE,RD20E,RD28）を3月末まで期間限定発売。セレブレーション限定色としてKJ6ダークブルーイッシュブラックパールを追加。中でもRB25DEのセレブレーションはかなり特別で黒本革パワーシート、本木目クラスター、CDプレーヤー、ゴールドアルミホイール、セレブレーション専用エンブレム（Cピラーに装着）、SFCなどが標準装備とされる。RB20E,RD28車は黒本革パワーシートがつかない以外は同じ装備となる。
5月、日産車累計生産4000万台達成記念車として「メダリストクラブSセレクション」が発表された。RB20E/RD28メダリストをベースに、1992年8月までの期間限定販売としている。外装色はここでもKJ6選択可能。特別装備は、本革巻きステアリング、エクセーヌシート、クラブSエクステリア（ブラックアウトグリル／フロントスポイラー／ピンストライプ／ヘッドライト＆テールのグレー塗装モール）、205/60R15 91Hタイヤ、15インチアルミロードホイール（ゴールド）。
8月、特別仕様車「SVシリーズ」（RB25DE/RB20E/RD28メダリストSV、RB20Eメダリスト・クラブS-SV、RB20E/RD28-SV）を発売。メダリストSVにはメダリストベースで、本木目クラスター（インパネ&センターコンソール）、SV専用エンブレム、15インチアルミロードホイール（シルバーポリッシュ）。メダリストクラブS SVにはメダリストSVの装備に加えて、本革巻きステアリング、エクセーヌシート、クラブSエクステリア（ブラックアウトグリル／フロントスポイラー／ピンストライプ／ヘッドライト＆テールのグレー塗装モール）、205/60R15 91Hタイヤ。SVはグランドクルーズベースで、電動格納式カラードドアミラー、パーソナルキー、PROアコースティックサウンドシステム、4スピーカー、ドルビー付カセットデッキ&FMダイバーシティ、漆塗りクラスター、カップホルダー付インストセンターボックス、SV専用エンブレム、195/65R15 90Hタイヤ、15インチアルミロードホイール（シルバー塗装）SVシリーズ専用エンブレム（Cピラーに装着）はRB25メダリストSVのみ2500SVといったようなものへと変更される。キャッチフレーズは「あなたにこそ、ローレル。」。
前述のクラブSセレクションとクラブS-SVとの違いはクラブSセレクションが漆塗り調クラスターに対して、クラブS-SVは本木目クラスターであった。また、クラブS-SVには存在しないRD28があった。RD28ディーゼル搭載のクラブSはRD28クラブSセレクションのみとなる。
また、前述のセレブレーションとSVシリーズはかなり外観が似ているが2J9ツートン以外はSVシリーズはアルミホイールがシルバーポリッシュな為（セレブレーションは全車ゴールドアルミホイール）そこを見て見分けることができる。近くで見れる際はCピラーに装着されている専用エンブレムを見ると見分けられる。（セレブレーションシリーズはLimited、SVシリーズはlaurel SV or 2500 SV）
12月、生産終了。在庫対応分のみの販売となる。
1993年1月、7代目と入れ替わって販売終了。販売終了前月までの新車登録台数の累計は21万2739台
【全グレード】

メダリストRB20E,DE RD28 RB25DE 

メダリストターボ RB20DET 

メダリストクラブS RB20DE,DET RB25DE 

メダリストクラブL RB20DE,DET RB25DE 

グランドクルーズ　RB20E RD28 

グランドサルーン　CA18i 

グランドエクストラ　CA18i 

エクストラ　CA18i RD28 

メダリストセレクションS RB20E,DE RD28 RB25DE 

メダリストリミテッド　RB20E 

メダリストリミテッドS RD28 

メダリストセレクションL RB20E RD28

グランドリミテッド　RB20E RD28 

メダリストV RB25DE 

セレブレーション　RB20E RD28 

2500セレブレーション　RB25DE 

クラブSセレクション　RB20E RD28 

SV RB20E RD28 

メダリストSV RB20E RD28 RB25DE

メダリストクラブS SV RB20E

【全ボディカラー】

DH0 ダークグリーンM

AH1 ダークレッドパール

326 クリスタルホワイト

732 ブラックパールM

KH6 ホワイトパール※ 

TG0 グレイッシュライトブルーM 

CG2 ベージュM 

DH3 グリニッシュシルバーM 

2J9 ホワイトパールツートン※ 

TH1 ダークブルーパール

KH2 ダークグレーパール

LH1 パープリッシュシルバーM

TL0 グレイッシュブルーM 

AH2 バーガンディパールM 

WK1 シルキースノーパール※ 

KJ6 ダークブルーイッシュブラックパール

※は特別塗装色

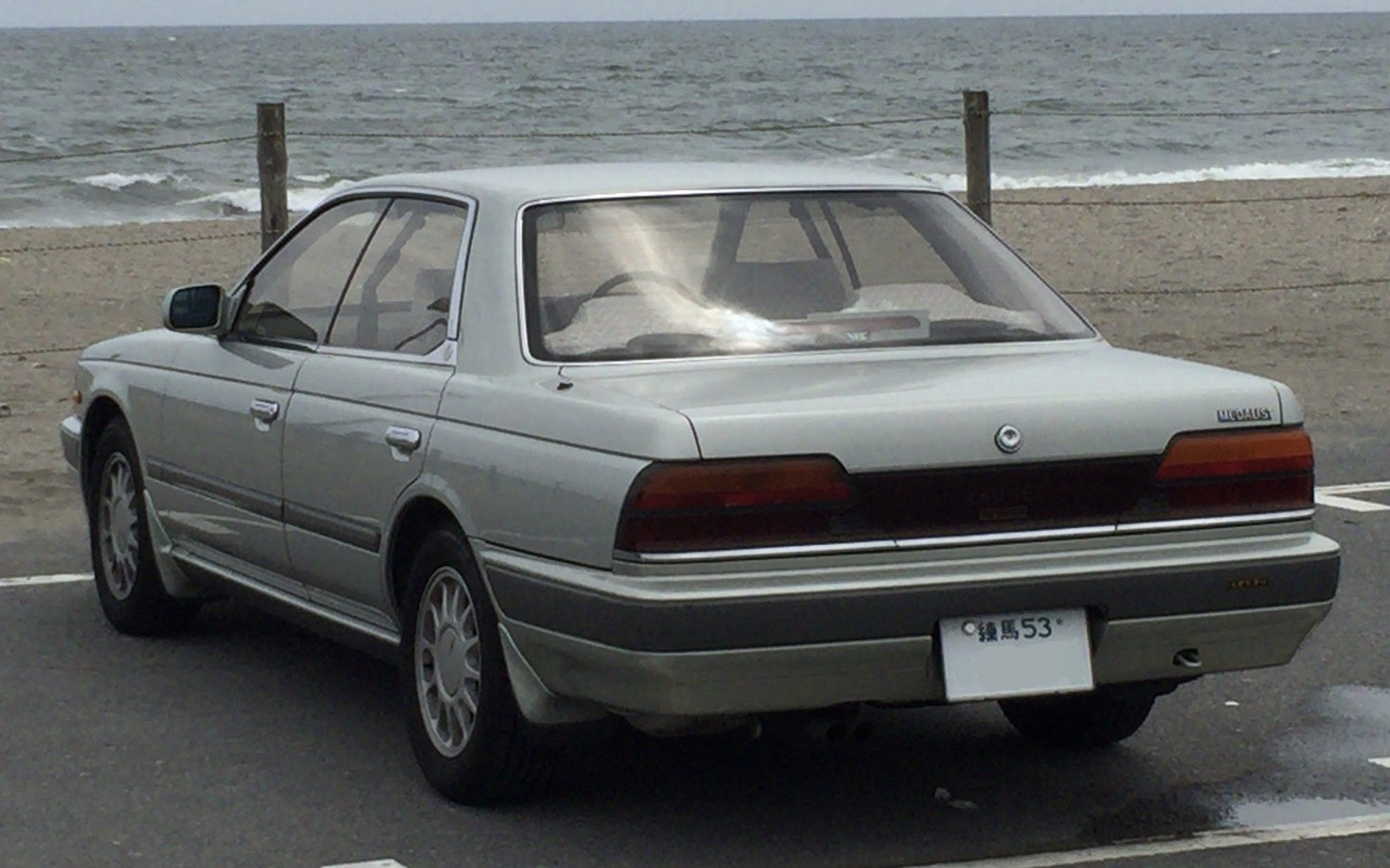
RB20E メダリスト 前期 DH3グリニッシュシルバーM
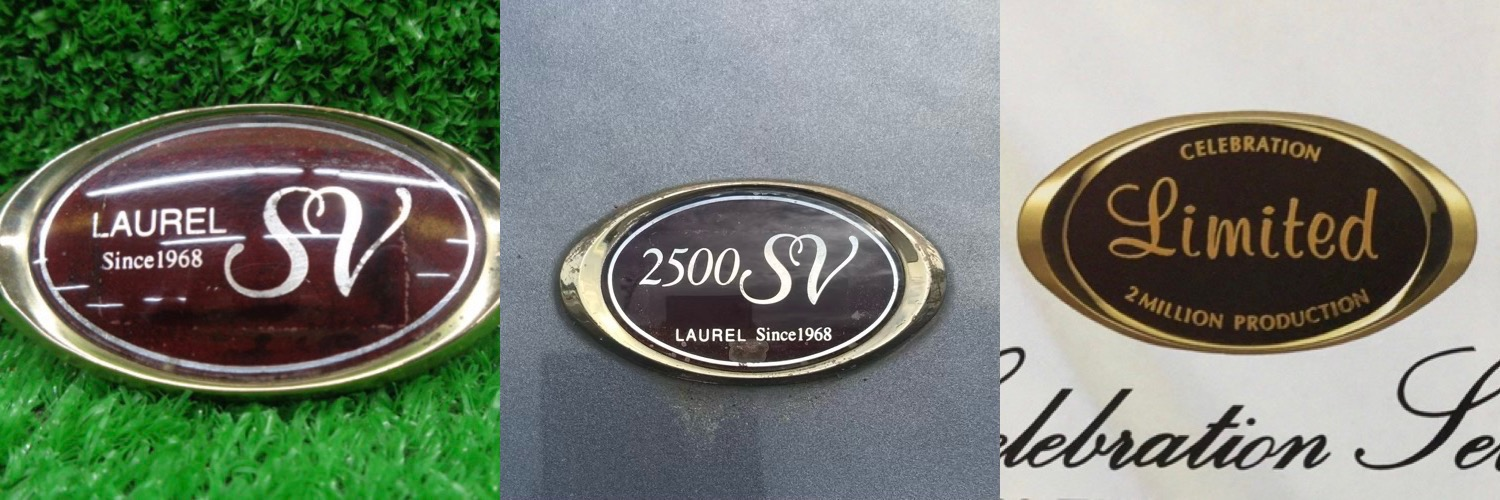
Cピラー部エンブレムの種類

## 7代目 C34型系（1993年 - 1997年）
- 1993年
  - 1月 - モデルチェンジ[71]。キャッチフレーズは「すっきりがいい。1993年と新しいローレル」[注釈 16]。松方弘樹、本木雅弘[注釈 17]がCMに出演し、おおたか静流歌唱の「愛のロマンス」をCMソングに採用[47]。全車3ナンバーとなり、ボディ形状は、側面衝突時の安全性を確保する観点から、センターピラーを加えた4ドアピラードハードトップとなる、室内空間の居住性が大幅に改善された。装備面では、 ASCD（オートスピードコントロール）、ステアリングスイッチがメダリストV・Gセレクションに装備された。クラブSには電動スーパーハイキャス、ABSが装着されたものが用意された。搭載エンジンはRB20E型、RB20DE型、RB25DE型およびRD28型。4気筒1.8Lは廃止となった。ビスカスLSD、リアマルチリンクサスペンション、電動SUPER HICASを採用、ディーゼルRD28型については3バルブヘッド（計18バルブ）が採用された。ミッションは5速MTがディーゼルメダリストのみに残り、ガソリン車のMT車は廃止。メダリスト系、20EクラブSはシート地がスーパーラッセル、メダリストJ・グランドクルーズはプレミアムトリコット、クラブSはグレーのエクセーヌとなる。メダリストV、クラブSはメーカーオプションで本革（グレー）が選べた。メダリストVには日産車およびこのクラスで初の自発光メーター（ファインビジョンメーター）を標準装備した。なお、歴代のローレルとしては唯一、ドアアウターハンドルの形状が一般的なフリップ式ではなく、欧州車の高級車クラスで常識的に採用されているグリップ式が採用されている。
  - 5月 - RB20E型を搭載するクラブSを追加[72]、モデルチェンジで2.5リッター車のみとなっていたクラブSを2リッターにも追加する事で販売のテコ入れをはかった仕様。CMソングは荻野目洋子歌唱の「ロマンセ」[47]。
  - 7月 - 日産創立60周年特別記念車追加。60周年記念キーが装備された。
  - 8月 - 日産創立60周年特別記念車追加。
- 1994年
  - 1月 - マイナーチェンジで中期型となる[73]。メダリスト系はグリル中央にフィニッシャーが追加され、クラブS系はスポーティタイプの新形状のフロントグリル、クラブS専用フロントバンパーを採用するなど、フロント周りのデザインを一部変更。メダリスト系とクラブS系の差別化が図られた。クラブS系にRB25DET型 直列6気筒DOHC2.5L 24バルブターボエンジン搭載車を追加。これに伴いRB20DE型 直列6気筒DOHC2.0L 24バルブエンジン搭載車が廃止。メダリスト系に大きな変更はなく、メダリストJ、グランドクルーズが廃され、メダリストL、グランドサルーンが追加された。メダリスト専用フルホイールカバーがニッサン車汎用の物になるなど一部でコストダウン化が図られている。クラブS系はターボモデルが追加され、RB25DE型エンジン搭載車以外、クラブSタイプXがそれぞれに追加された。タイプX以外のクラブSはシート地に下級グレードに採用されていたプレミアムトリコットを採用。また、オーディオのヘッドユニットがローレル専用のものから1DIN汎用タイプのものになるなど、外装専用パーツを採用する代わりにコストダウンが図られている。タイプXも前期で標準装備されていた高級スエード調のエクセーヌシートがメーカーオプションとなり、専用のダブルラッセルに変更された。
  - 9月 - マイナーチェンジで後期型となり[74]、外観デザインが大幅に変更された。フロント周りは、ライト、グリル、ボンネットの変更なので前・中期とバンパーは共通だが、リア周りはリアテール、バンパー形状の変更によりボディに溶接されるリアフェンダーの形状が前・中期と異なる。今回のマイナーチェンジで運転席SRSエアバッグが全車標準装備となった。ローレル初の4WD車とメダリスト系ターボ車[注釈 18]が追加。CM出演は歌手の森進一。「走ってま～す。」「いいね。いいね。」が合言葉。キャッチコピーは「ローレルのビッグチェンジ」[47]。
- 1995年
  - 1月 - 特別仕様車「クラブSセレクション」を発売[75]。クラブS（20E）をベースに、リアスポイラー、スポーツタイプアルミホイール、本革巻きステアリングホイール&シフトノブ等を追加。
  - 9月 - 特別仕様車「メダリスト デュアルリミテッド」を発売[76]。メダリスト（20E）のベースに助手席SRSエアバッグ、本革巻きステアリングホイール&シフトノブを追加。CM出演は俳優の鹿賀丈史。
- 1996年5月 - 一部改良[77]。助手席SRSエアバッグも全車標準装備となる。これに伴いステアリングホイールの形状が変更された。特別仕様車「セレンシア（Cellencia）」シリーズ（4WDを含む25ツインカム、20E、28ディーゼル）を設定。UVカットガラス、専用のフロントグリルとシート生地が装備される。また、セレンシアを含むメダリスト系のボディカラーにシルキースノーパール2トーンを追加。CM出演は引き続き鹿賀丈史、キャッチコピーは「愛しのセレンシア」、「助手席に、愛を。」[47]。
- 1997年
  - 1月 - セレンシアシリーズの装備に加えてABSを標準装備した「セレンシアSV」シリーズ（20E、25ツインカム4WD）を発売[78]。
  - 5月[79] - 生産終了、在庫対応分のみの販売となる。
  - 6月 - 8代目と交代して販売終了。

ハイソカーブームの終焉もあって、販売終了前月までの新車登録台数の累計は17万6724台とC33型の半分強に留まった。

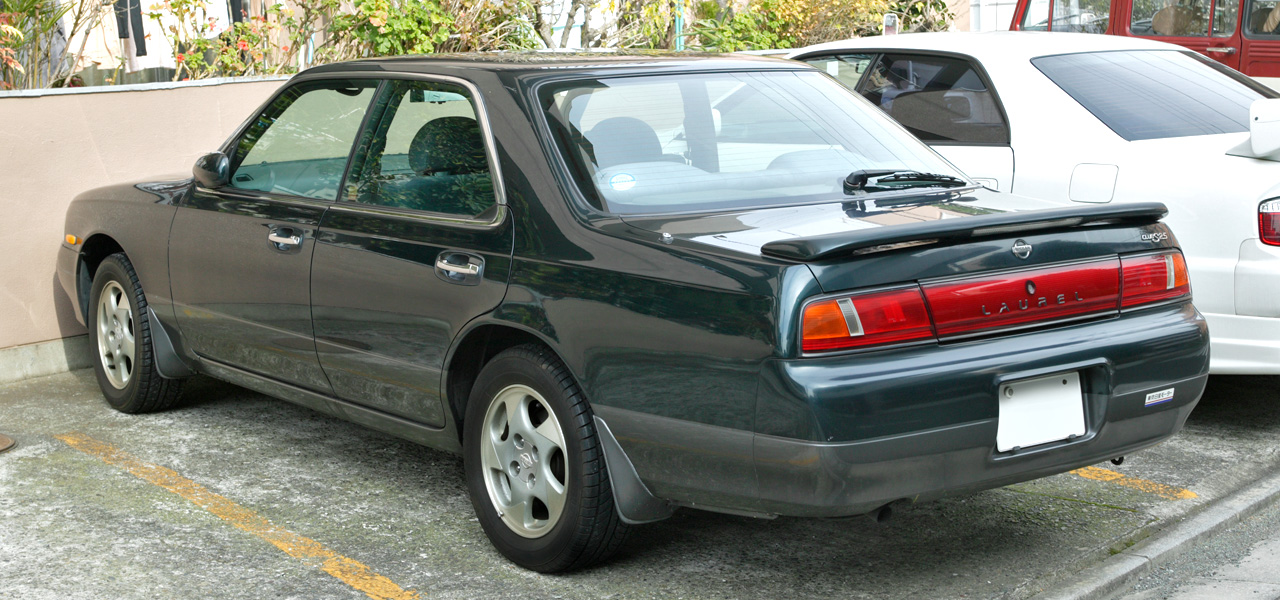
前期・中期型（リア） 1994年1月 - 1994年9月
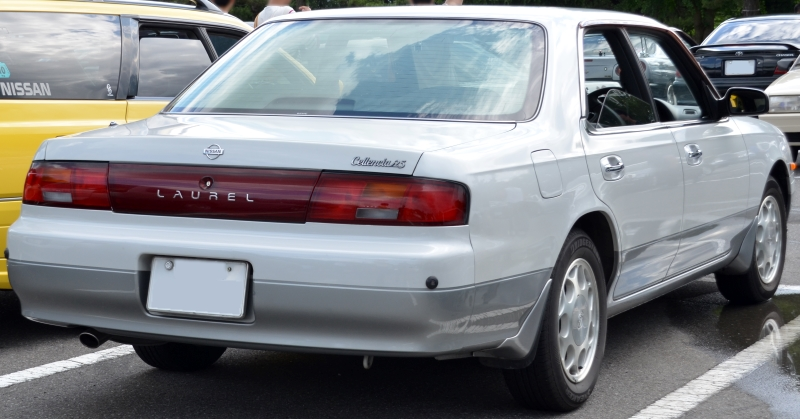
後期型（リア） 1994年9月 - 1997年6月

## 8代目 C35型系（1997年 - 2003年）
- 1997年
  - 6月 - モデルチェンジ[82]。スタイルは先代に対し、より傾斜の大きくなったCピラーなど、躍動感を強調したものとなった。キャッチコピーは「新しい自分へ。」、CM出演は俳優の佐藤浩市（ブランド終了まで。後にトヨタ・マークXのCMに出演）[47]。搭載エンジンはRB20DE型、RB25DE型（以上2機種は「NEO[注釈 19]ストレート6」として改良）、RB25DET型、およびRD28型（SOHC18バルブ、C34型からのキャリーオーバー）の4機種。トランスミッションは4速ATのみ搭載。足回りはフロントがストラット式（4WD車はマルチリンク式）、リアがマルチリンク式。型式は2.0LモデルがHC35、2.5Lモデルが2WD車はGC35（SUPER HICAS仕様はGCC35）／4WD車はGNC35、ディーゼルエンジン車がSC35となる。
  - 10月 - ローレル誕生30周年を記念して特別仕様車「25クラブS 30thアニバーサリー」を発売[83]。スポーティグレードの2.5L搭載「25クラブS タイプX」をベースに、30周年記念キー、本革/スエードコンビシート、運転席パワーシート、木目/本革コンビステアリングホイール、FM文字多重対応ローレルスーパーサウンドシステムCDセレクション、サイドエアバックなどを装備した豪華モデル。専用ボディカラーとしてレッドパールを設定、同色を選択した場合のみ30周年記念エンブレムも装着される。同時に、クラブSに4WD車「25クラブS FOUR」を追加。
  - 12月- ローレル誕生30周年記念特別仕様車の第2弾として「クラブS 30thアニバーサリーII」を発売[84]。スポーティグレードの2.0L搭載「クラブS」をベースに、丸型4灯キセノンヘッドランプ（ロービーム）、プライバシーガラス、木目/本革コンビステアリングホイール、15インチアルミホイールなどを装備する。

- 1998年9月 - 一部改良[85]。ターボ系に積まれるRB25DET型エンジンが可変バルブタイミング機構を採用する「NEOストレート6」（280ps）へと進化。同時にRB20DE型にリーンバーン仕様を追加した。クラブSシリーズの2.5L車（4WDを除く）にマニュアルモード付オートマチック「デュアルマチックM-ATx」を採用。ボディカラーにレッドパールを追加。「25クラブSターボ タイプX」は本革/サプラーレコンビシート、リアスポイラーを標準化。「25メダリストVターボ」 / 「25メダリストV」にアクティブダンパーサスペンションのメーカーオプションを設定。

- 1999年
  - 1月 - 一部仕様変更[86]。RB20DE型エンジンをリーンバーン仕様に集約。マルチAVシステムはコンパスリンク対応とする。
  - 9月 - マイナーチェンジ[87]。内外装の意匠変更[注釈 20]と共に、本革シート、木目/本革コンビステアリングホイールを装備する「メダリスト プレミア」シリーズを設定。ディーゼルエンジンがRD28型から電子制御燃料噴射システムを採用したRD28E型に変更。
- 2000年6月 - 特別仕様車「メダリスト NAVIエディション」を発売[88]。2.0L「メダリスト」 / 2.5L「25メダリスト」のベースにTV/ナビゲーションシステム、丸型4灯キセノンヘッドランプ（ロービーム）、15インチアルミロードホイールを装備する。
- 2001年
  - 3月 - 村山工場での生産を終了[89]。生産拠点を栃木工場へ移管。
  - 5月 - メダリストに新グレード「セレンシア」と特別仕様車「NAVIエディションII」を発売[90]。前者は2.0 L「メダリスト」 / 2.5L「25メダリスト」のベースにシート等内装に専用高級クロスを採用するとともに、2.0L車は運転席をパワーシートとした（2.5L車はベース車標準）[注釈 21]。後者は「メダリスト NAVIエディション」に、更に木目/本革コンビステアリングホイール、ファインビジョンメーター、6連奏CDオートチェンジャー等を追加したもの。同時に、低価格の「Jナビ」ナビゲーションシステムをメーカーオプションとして設定した他、ディーゼルエンジン車を廃止。
- 2002年
  - 1月 - 特別仕様車「メダリスト セレンシア NAVIエディション」を発売[91]。2.0L「メダリスト セレンシア」 / 2.5L「25メダリスト セレンシア」のベースにTV/ナビゲーションシステム、木目/本革コンビステアリングホイール、木目調オーディオフィニッシャー等を装備する。
  - 7月 - グレード整理。
  - 12月 - 平成12年排出ガス規制に対応できなかったため、生産終了[4]。以後、在庫のみの対応となる。
- 2003年1月 - 販売終了[4]。35年間のローレルの歴史に幕を閉じたが、2か月後、ローレル、およびセフィーロが開拓したマーケットを継承するかたちでティアナが登場した[4]。
- 静岡県警察交通機動隊にパトカー仕様として覆面車が配備されていた。この車両の赤色回転灯は反転格納式ではなく、マグネット式の赤色回転灯を装備していた。また奈良県警察には警護車として反転格納式の赤色灯を装備した車両が配備されていた。
- 販売期間中の新車登録台数の累計は1万6107台[92]

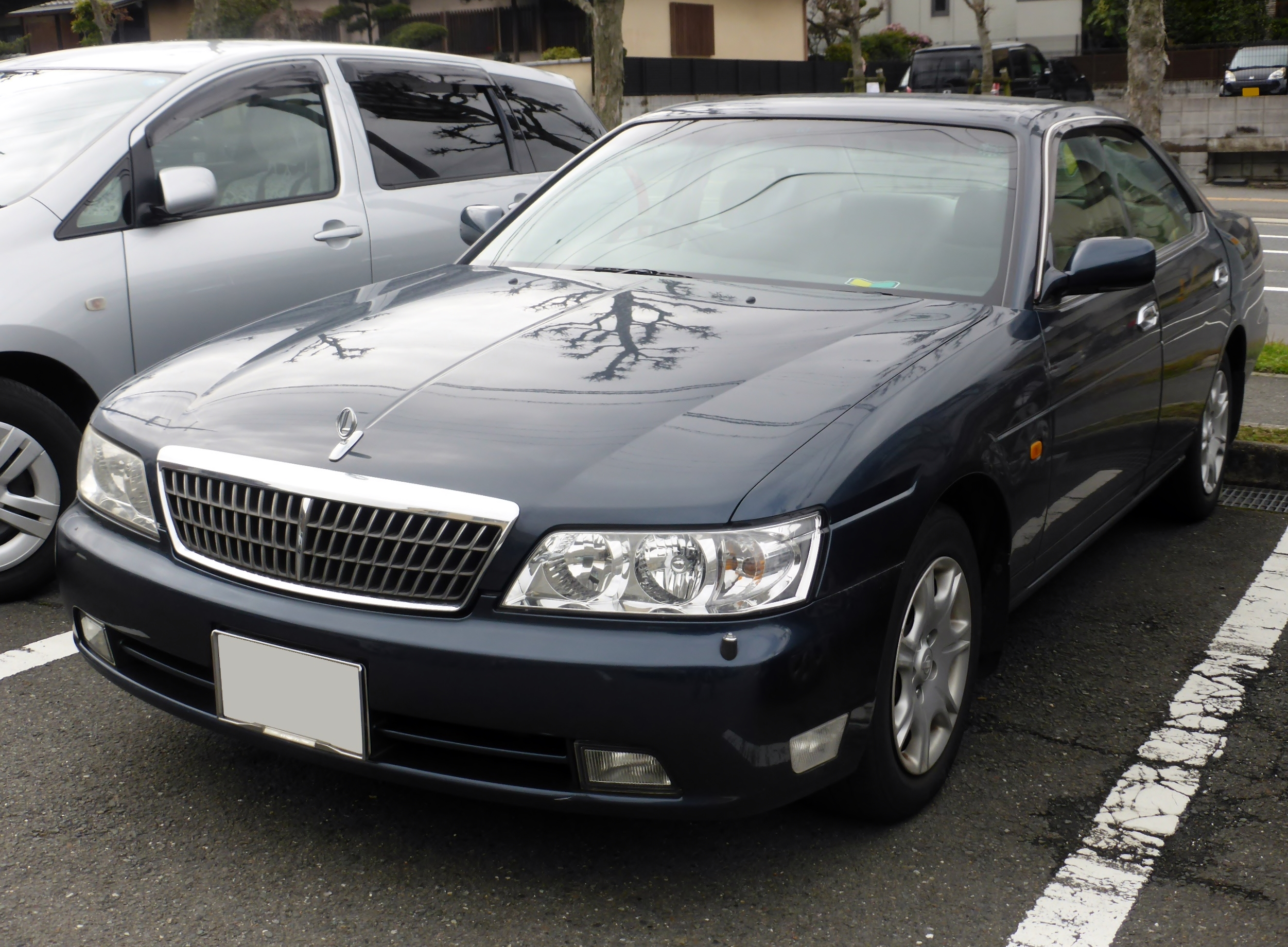
後期型 メダリスト（フロント）
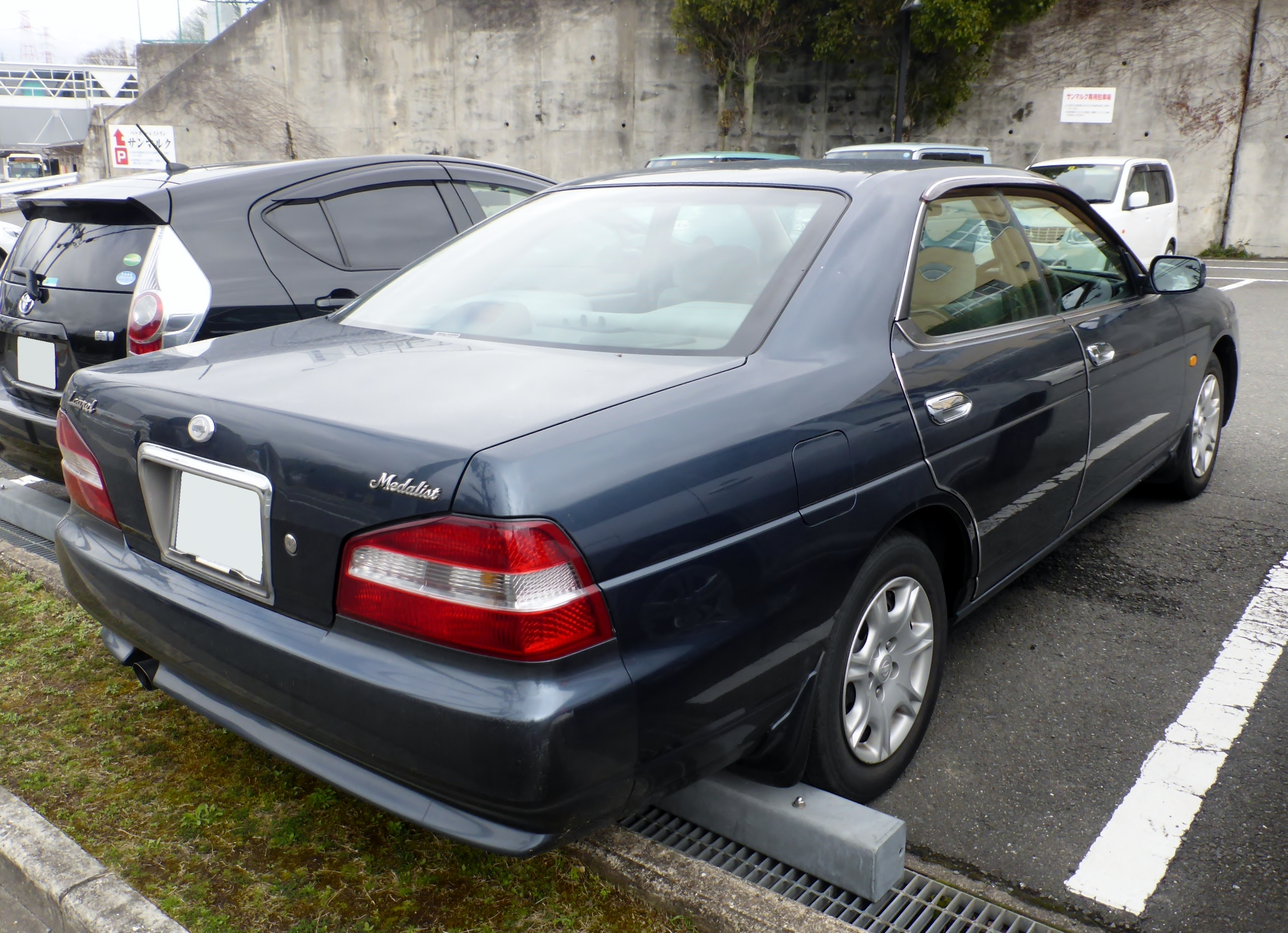
後期型 メダリスト（リア）

## 車名の由来
日産によると、車名の「ローレル」（Laurel）について次のように説明されている。
ちなみに、日産にはかつて同名の自動車輸出専用船が存在し、1976年3月15日に竣工披露式が行われ、翌日から運航を開始した。ローレルの載貨重量は8,800トン、ブルーバードに換算したときの積載能力は約2,800台と、当時保有していた中では最大規模であった。
また、3代目以降に設定されるグレード名「メダリスト」（Medalist）は、この月桂冠から想起されるオリンピックの勝利者のイメージと結びつけた名前である。メダリストのグレード名は後年、２代目・E12型ノートで復活した。